# Veronica anagalloides
Veronica anagalloides là một loài thực vật có hoa trong họ Mã đề. Loài này được Guss. miêu tả khoa học đầu tiên năm 1826.